# Savara brunnea
Savara brunnea là một loài bướm đêm trong họ Noctuidae.